# Simbabwische Cricket-Nationalmannschaft in den West Indies in der Saison 2009/10
Die Tour der simbabwischen Cricket-Nationalmannschaft in die West Indies in der Saison 2009/10 fand vom 26. Februar bis zum 14. März 2010 statt. Die internationale Cricket-Tour war Teil der internationalen Cricket-Saison 2009/10 und umfasste fünf ODIs und ein Twenty20. West Indies gewannen die ODI-Serie 4-1, während Simbabwe das Twenty20 gewann.

## Stadien
Die folgenden Stadien wurden für die Tour als Austragungsort vorgesehen und am 12. Dezember 2009 benannt.
| Stadt         | Land                           | Stadion            | Kapazität | Spiele         |
| ------------- | ------------------------------ | ------------------ | --------- | -------------- |
| Georgetown    | Guyana                         | Providence Stadium | 20.000    | 1. ODI; 2. ODI |
| Kingstown     | St. Vincent und die Grenadinen | Arnos Vale Stadium | 18.000    | 3. – 5. ODI    |
| Port of Spain | Trinidad und Tobago            | Queen’s Park Oval  | 25.000    | 1. T20         |

## Kaderlisten
Simbabwe benannte seinen ODI-Kader am 12. Februar 2010.
Die West Indies benannten ihren Twenty20-Kader am 24. Februar und ihren ODI-Kader am 2. März 2010.
| ODI | ODI | T20 | T20 |
| West Indies | Simbabwe | West Indies | Simbabwe |
| --- | --- | --- | --- |
| - Chris Gayle (K) - Adrian Barath - Sulieman Benn - David Bernard - Darren Bravo - Dwayne Bravo - Shivnarine Chanderpaul - Narsingh Deonarine - Andre Fletcher - Nikita Miller - Kieron Pollard - Denesh Ramdin (wk) - Ravi Rampaul - Kemar Roach - Darren Sammy - Dwayne Smith | - Propser Utseya (K) - Hamilton Masakadza (vK) - Elton Chigumbura - Charles Coventry - Graeme Cremer - Kyle Jarvis - Greg Lamb - Timycen Maruma - Shingi Masakadza - Stuart Matsikenyeri - Chris Mpofu - Ray Price - Vusi Sibanda - Tatenda Taibu (wk) - Brendan Taylor | - Denesh Ramdin (K & wk) - Adrian Barath - Sulieman Benn - David Bernard - Darren Bravo - Shivnarine Chanderpaul - Andre Fletcher - Nikita Miller - Kieron Pollard - Ravi Rampaul - Kemar Roach - Darren Sammy - Dwayne Smith | - Propser Utseya (K) - Hamilton Masakadza (vK) - Elton Chigumbura - Charles Coventry - Graeme Cremer - Kyle Jarvis - Greg Lamb - Timycen Maruma - Shingi Masakadza - Stuart Matsikenyeri - Chris Mpofu - Ray Price - Vusi Sibanda - Tatenda Taibu (wk) - Brendan Taylor |

## Tour Match
| 26. Februar Scorecard | St. Augustine | Zimbabweans 281 (49.2)         | – | UWI Vice Chancellor’s XI 276-8 (50) |
|                       |               | Zimbabweans gewinnt mit 5 Runs |   |                                     |

## Twenty20 International in Port of Spain
| 28. Februar Scorecard | Port of Spain | Simbabwe 105 (19.5)          | – | West Indies 79-7 (20) |
|                       |               | Simbabwe gewinnt mit 26 Runs |   |                       |

## One-Day Internationals

### Erstes ODI in Georgetown
| 4. März Scorecard | Georgetown | Simbabwe 254-5 (50)         | – | West Indies 252-9 (50) |
|                   |            | Simbabwe gewinnt mit 2 Runs |   |                        |

### Zweites ODI in Georgetown
| 6. März Scorecard | Georgetown | Simbabwe 206 (49.5)               | – | West Indies 208-6 (47.5) |
|                   |            | West Indies gewinnt mit 4 Wickets |   |                          |

### Drittes ODI in Kingstown
| 10. März Scorecard | Kingstown | West Indies 245-9 (50)           | – | Simbabwe 104 (31.5) |
|                    |           | West Indies gewinnt mit 141 Runs |   |                     |

### Viertes ODI in Kingstown
| 12. März Scorecard | Kingstown | Simbabwe 141 (48.2)               | – | West Indies 142-6 (34.3) |
|                    |           | West Indies gewinnt mit 4 Wickets |   |                          |

### Fünftes ODI in Kingstown
| 14. März Scorecard | Kingstown | Simbabwe 161 (50)                 | – | West Indies 165-6 (27.4) |
|                    |           | West Indies gewinnt mit 4 Wickets |   |                          |

## Statistiken
Die folgenden Cricketstatistiken wurden bei dieser Tour erzielt.
| ODIs                   | ODIs        | ODIs    | ODIs    | ODIs    | ODIs    | ODIs    | ODIs    | ODIs    |
| Batting                | Batting     | Batting | Batting | Batting | Batting | Batting | Batting | Batting |
| Spieler                | Mannschaft  | Spiele  | Innings | Runs    | Average | HS      | 100s    | 50s     |
| ---------------------- | ----------- | ------- | ------- | ------- | ------- | ------- | ------- | ------- |
| Chris Gayle            | West Indies | 5       | 5       | 273     | 54,60   | 88      | 0       | 3       |
| Elton Chigumbura       | Simbabwe    | 5       | 5       | 148     | 29,60   | 50      | 0       | 1       |
| Shivnarine Chanderpaul | West Indies | 4       | 4       | 140     | 35,00   | 70      | 0       | 2       |
| Narsingh Deonarine     | West Indies | 5       | 5       | 138     | 46,00   | 65*     | 0       | 1       |
| Adrian Barath          | West Indies | 5       | 5       | 131     | 26,20   | 50      | 0       | 1       |
| Bowling                |             |         |         |         |         |         |         |         |
| Spieler                | Mannschaft  | Spiele  | Overs   | Wickets | Average | BBI     | 5W      | 10W     |
| Darren Sammy           | West Indies | 4       | 35      | 8       | 12,50   | 4/26    | 0       | 0       |
| Kemar Roach            | West Indies | 4       | 35.1    | 8       | 16,12   | 3/28    | 0       | 0       |
| Dwayne Bravo           | West Indies | 3       | 26      | 7       | 11,71   | 4/21    | 0       | 0       |
| Nikita Miller          | West Indies | 4       | 30.5    | 7       | 17,57   | 4/43    | 0       | 0       |
| Graeme Cremer          | Simbabwe    | 5       | 40      | 7       | 26,57   | 3/34    | 0       | 0       |

| Twenty20               | Twenty20    | Twenty20 | Twenty20 | Twenty20 | Twenty20 | Twenty20 | Twenty20 | Twenty20 |
| Batting                | Batting     | Batting  | Batting  | Batting  | Batting  | Batting  | Batting  | Batting  |
| Spieler                | Mannschaft  | Spiele   | Innings  | Runs     | Average  | HS       | 100s     | 50s      |
| ---------------------- | ----------- | -------- | -------- | -------- | -------- | -------- | -------- | -------- |
| Hamilton Masakadza     | Simbabwe    | 1        | 1        | 44       | 44,00    | 44       | 0        | 0        |
| Elton Chigumbura       | Simbabwe    | 1        | 1        | 34       | 34,00    | 34       | 0        | 0        |
| Denesh Ramdin          | West Indies | 1        | 1        | 23       |          | 23*      | 0        | 0        |
| Shivnarine Chanderpaul | West Indies | 1        | 1        | 20       | 20,00    | 20       | 0        | 0        |
| Dwayne Smith           | West Indies | 1        | 1        | 12       | 12,00    | 12       | 0        | 0        |
| Bowling                |             |          |          |          |          |          |          |          |
| Spieler                | Mannschaft  | Spiele   | Overs    | Wickets  | Average  | BBI      | 5W       | 10W      |
| Darren Sammy           | West Indies | 1        | 3.5      | 5        | 5,20     | 5/26     | 1        | 0        |
| Sulieman Benn          | West Indies | 1        | 4        | 4        | 1,50     | 4/6      | 0        | 0        |
| Graeme Cremer          | Simbabwe    | 1        | 4        | 3        | 3,66     | 3/11     | 0        | 0        |
| Greg Lamb              | Simbabwe    | 1        | 4        | 2        | 7,00     | 2/14     | 0        | 0        |
| Prosper Utseya         | Simbabwe    | 1        | 4        | 1        | 12,00    | 1/12     | 0        | 0        |
| Ray Price              | Simbabwe    | 1        | 4        | 1        | 18,00    | 1/18     | 0        | 0        |
| Ravi Rampaul           | West Indies | 1        | 4        | 1        | 28,00    | 1/28     | 0        | 0        |

## Player of the Series
Als Player of the Series wurden die folgenden Spieler ausgezeichnet.
| Serie | Player of the Series |
| ----- | -------------------- |
| ODI   | Chris Gayle          |

### Player of the Match
Als Player of the Match wurden die folgenden Spieler ausgezeichnet.
| Spiel  | Player of the Match |
| ------ | ------------------- |
| 1. T20 | Graeme Cremer       |
| 1. ODI | Vusi Sibanda        |
| 2. ODI | Narsingh Deonarine  |
| 3. ODI | Darren Sammy        |
| 4. ODI | Dwayne Bravo        |
| 5. ODI | Chris Gayle         |